# We Are Chaos
We Are Chaos je jedenácté album kapely Marilyn Manson vydané 11. září 2020 vydavatelstvím Loma Vista Recordings a Concord Music. Bylo produkováno zpěvákem Marilynem Mansonem a Shooterem Jenningsem. Album bylo komerčně a kriticky úspěšné a zařadilo se jako album číslo jedna[ujasnit] v Portugalsku i v Austrálii, ve které se skupina umístila naposledy v roce 1998 s albem Mechanical Animals. Skladby „We Are Chaos“ a „Don't Chase the Dead“ byly vydány jako singly.

## Seznam skladeb
1. RED BLACK AND BLUE (5:03)
2. WE ARE CHAOS (4:00)
3. DON´T CHASE DEATH (4:17)
4. PAINT YOU WITH MY LOVE (4:29)
5. HALF WAY & ONE STEP FORWARD (3:16)
6. INFINITE DARKNESS (4:15)
7. PERFUME (3:33)
8. KEEP MY HEAD TOGETHER (3:49)
9. SOLVE COALGULA (4:22)
10. BROKEN NEEDLE (5:23)